# شهرستان فیروفسکی
شهرستان فیروفسکی (به لاتین: Firovsky District) یک شهرستان در روسیه است که در استان تور واقع شده‌است.